# Salernes
Salernes település Franciaországban, Var megyében. Lakosainak száma 3812 fő (2022. január 1.). Salernes Aups, Entrecasteaux, Sillans-la-Cascade, Villecroze és Saint-Antonin-du-Var községekkel határos.

## Népesség
A település népessége az elmúlt években az alábbi módon változott:
| Lakosok száma | 3808 | 3889 | 3879 | 3840 | 3800 | 3761 | 3771 | 3784 | 3812 |
|               | 2013 | 2015 | 2016 | 2017 | 2018 | 2019 | 2020 | 2021 | 2022 |